# Carlos Bracamontes
Carlos Alejandro Bracamontes Zenizo (ur. 4 stycznia 1959 w Colimie) – meksykański piłkarz występujący na pozycji pomocnika, w późniejszym czasie trener.

## Kariera klubowa
Bracamontes, idąc za przykładem starszego brata, Jesúsa Bracamontesa, postanowił zostać piłkarzem i jest wychowankiem drużyny Deportivo Neza z siedzibą w mieście Nezahualcóyotl. W meksykańskiej Primera División zadebiutował w wieku 21 lat za kadencji urugwajskiego trenera Juana Ricardo Faccio, 21 września 1980 w przegranym 0:2 spotkaniu z Atletas Campesinos. Premierowego gola w najwyższej klasie rozgrywkowej strzelił ponad rok później, 27 września 1981 w przegranej 1:2 konfrontacji z Tolucą. Barwy Nezy reprezentował ogółem przez trzy lata, pełniąc wyłącznie rolę rezerwowego, a w 1983 roku przeszedł do Monarcas Morelia, gdzie z kolei występował przez dwa sezony, będąc podstawowym graczem klubu. W 1985 roku podpisał umowę z Club Atlas z miasta Guadalajara, a po upływie kolejnych dwunastu miesięcy został zawodnikiem Club León, z którym w sezonie 1986/1987 spadł do drugiej ligi. Profesjonalną karierę piłkarską, pozbawioną większych sukcesów, zakończył w wieku 33 lat w drużynie Tecos UAG z Guadalajary.

## Kariera trenerska
Po zakończeniu kariery piłkarskiej Bracamontes został trenerem, początkowo pełniąc funkcję asystenta Carlosa Reinoso w Club León, a następnie trenując drugoligową drużynę Unión de Curtidores z tego samego miasta. W wiosennej fazie Verano 1999 zwyciężył z nią w rozgrywkach ligowych, co zaowocowało awansem do najwyższej klasy rozgrywkowej w sezonie 1998/1999, jednak ostatecznie zespół w niej nie wystąpił, sprzedając swoją licencję Puebli. On sam został z kolei szkoleniowcem lokalnego rywala Uniónu, pierwszoligowego Club León, jednak został zwolniony we wrześniu 1999 po serii sześciu spotkań z rzędu bez zwycięstwa i zastąpiony przez byłego kolegę z boiska, Carlosa Reinoso. W wiosennym sezonie Verano 2001, już jako trener drugoligowego CF La Piedad, poprowadził swoją ekipę do triumfu w rozgrywkach Primera División A, dzięki czemu zanotował już drugi w roli szkoleniowca awans do pierwszej ligi, tym razem w rozgrywkach 2000/2001. W późniejszym czasie bez większych sukcesów trenował amerykańskiego drugoligowca El Paso Patriots oraz meksykański Lagartos de Tabasco z siedzibą w mieście Villahermosa, również z drugiej ligi.
W marcu 2005 Bracamontes podjął swoją drugą pracę w najwyższej klasie rozgrywkowej, podpisując umowę z zespołem Dorados de Sinaloa z miasta Culiacán. Do końca sezonu 2004/2005 osiągał z nim bardzo dobre wyniki – sześć zwycięstw, trzy remisy i porażkę – dzięki czemu uchronił klub przed spadkiem z pierwszej ligi, jednak został zwolniony po słabym starcie w kolejnych rozgrywkach. W sezonie Clausura 2006 z mizernym skutkiem prowadził drugoligową drużynę Puebla FC, odnosząc tylko jedno zwycięstwo w jedenastu meczach, po czym został członkiem sztabu szkoleniowego trenera Eduardo de la Torre, współpracując z nim w ekipie Jaguares de Chiapas z Tuxtla Gutiérrez. W sierpniu 2008 objął drugoligowy zespół Petroleros de Salamanca, który prowadził aż do rozwiązania klubu w czerwcu 2009.